# دروازه ورودی فریمان
دروازه ورودی فریمان مربوط به دوره پهلوی است و در فریمان، ابتدای خیابان طالقانی واقع شده و این اثر در تاریخ ۲۷ بهمن ۱۳۸۲ با شمارهٔ ثبت ۱۰۹۲۱ به‌عنوان یکی از آثار ملی ایران به ثبت رسیده است.